# Zestrzelenie syryjskiego Su-22 w 2017 roku
Zestrzelenie syryjskiego samolotu uderzeniowego Su-22 przez amerykański myśliwiec F/A-18E Super Hornet nastąpiło 18 czerwca 2017 roku około godziny 18:43 na południe od miasta As-Saura.

## Przebieg walki
18 czerwca 2017 roku około godziny 16:30 czasu lokalnego doszło do ataku syryjskich sił rządowych na oddziały rebelianckie (opozycyjne) na południe od As-Saury, przerwanego w następstwie pokazu siły wykonanego przez lotnictwo koalicji; następnie sytuację deeskalowano dzięki bezpośredniemu kontaktowi telefonicznemu między dowództwem koalicji i sił rosyjskich w Syrii. Pomimo to o godzinie 18:43 Su-22 lotnictwa syryjskich sił rządowych rozpoczął nalot na oddziały rebelianckie.
W tej okolicy przebywały wówczas w powietrzu cztery amerykańskie samoloty: para F/A-18E ze squadronu (eskadry) VFA-87 „Golden Warriors” i para F/A-18C z VFA-37 „Bulls” z lotniskowca USS „George H.W. Bush”, znajdującego się na południe od Krety. Wysłano je nad Syrię, aby czekały w gotowości na wypadek, gdyby oddziałom sojuszniczym potrzebne było wsparcie z powietrza (w pobliżu krążył także rosyjski Su-27). Amerykanie prawdopodobnie wlecieli w syryjską przestrzeń powietrzną znad Turcji.
Według oświadczenia opublikowanego przez US Navy maszynę syryjską niezwłocznie zestrzelono w samoobronie sił koalicyjnych. Zestrzelenia dokonał myśliwiec F/A-18E z VFA-87, maszyna AJ-302, numer seryjny BuNo 168912 (podawano również informacje, że był to samolot AJ-304 / BuNo 168914), którą pilotował komandor podporucznik Michael „Mob” Tremel (znak wywoławczy Freedom 33). Tremelowi wcześniej polecono pilnować rosyjskiej maszyny, w związku z czym radiolokator i komputer kontroli ognia miał przestawione w tryb powietrze–powietrze; to właśnie on (a nie AWACS) wykrył Syryjczyka.
Tremel wspominał, że przed zestrzeleniem samolot wczesnego ostrzegania i kontroli Boeing E-3 Sentry nadał pod adresem syryjskiego pilota szereg ostrzeżeń, a następnie on sam zbliżył się do Su-22 i próbował nakłonić go do zmiany kursu, wypuszczając flary w pobliżu kabiny Syryjczyka; ostrzeżenia nie przyniosły skutku i Su-22 rozpoczął atak. Amerykański pilot użył dwóch pocisków rakietowych: najpierw odpalił AIM-9X Sidewinder z węzła na końcówce skrzydła, a kiedy ten pocisk zawiódł, z małej odległości wypuścił z węzła przy wlocie powietrza do silnika AIM-120, który zniszczył cel. Syryjski pilot zdołał się katapultować, a Tremel wykonał gwałtowny manewr, tak aby nie wlecieć w eksplozję i szczątki zniszczonego samolotu.
Po uzupełnieniu paliwa z KC-10 Extendera Tremel i jego prowadzony (Freedom 34) dostali pozwolenie na powrót na okręt macierzysty, podczas gdy parę F/A-18C (Freedom 43 i Freedom 44) skierowano w stronę Mosulu, gdzie jeden z nich zrzucił bomby na siły Państwa Islamskiego.

## Skutki
Było to pierwsze zestrzelenie w wykonaniu F/A-18E/F, a zarazem pierwsze potwierdzone zwycięstwo powietrzne amerykańskiego myśliwca nad samolotem załogowym od 4 maja 1999 roku. Samolot syryjski, numer 3224, pilotowany był przed podpułkownika Alego Fahda. Pilot przeżył katapultowanie i lądowanie ze spadochronem. Agencja prasowa Fars poinformowała, że został pojmany przez bojowników kurdyjskich.
W następstwie zestrzelenia Ministerstwo Obrony Federacji Rosyjskiej ostrzegło, że wszystkie statki powietrzne koalicji znajdujące się na zachód od Eufratu będą śledzone przez rosyjskie systemy obrony powietrznej jako cele, a minister spraw zagranicznych Siergiej Ławrow wezwał do powstrzymania się od działań unilateralnych i do poszanowania syryjskiej suwerenności.
Nie wiadomo, dlaczego Sidewinder chybił. Według niektórych publikacji odpalony z odległości około 800 metrów pocisk został zmylony przez flary, inne źródła twierdzą jednak, że syryjska maszyna w ogóle nie wypuściła flar, a Sidewinder chybił z powodu usterki lub niemożności uchwycenia celu przez głowicę śledzącą. Dalsze losy pocisku są nieznane – nie wiadomo, czy jego szczątki zostały odnalezione, a jeśli tak, to przez kogo i czy poddano je badaniom.
Na Super Horneta AJ-304 naniesiono tradycyjne oznaczenie zwycięstwa powietrznego: syryjską flagę i sylwetkę samolotu pod osłoną kabiny.